# Gieysztoria expedita
Gieysztoria expedita är en plattmaskart som först beskrevs av Nils von Hofsten 1907.
Gieysztoria expedita ingår i släktet Gieysztoria och familjen Dalyelliidae. Arten är reproducerande i Sverige.